# Creatures of the Dark Realm
Creatures of the Dark Realm è il nono album in studio del gruppo musicale svedese Bloodbound, pubblicato il 26 maggio 2021 dalla AFM Records.

## Tracce
1. The Creatures Preludium – 0:34
2. Creatures of the Dark Realm – 4:08
3. When Fate Is Calling – 4:17
4. Ever Burning Flame – 4:00
5. Eyes Come Alive – 3:38
6. Death Will Lead the Way – 3:52
7. Gathering of Souls – 4:15
8. Kill or Be Killed – 3:50
9. The Gargoyles Gate – 4:22
10. March into War – 4:47
11. Face of Evil – 3:31
12. The Wicked and the Weak – 3:52

Durata totale: 45:06

## Formazione
- Patrik J. Selleby – voce
- Tomas Olsson – chitarra
- Henrik Olsson – chitarra ritmica
- Anders Broman – basso
- Daniel Sjögren – batteria